# Månegarm
Månegarm é uma banda sueca de viking metal e black metal que começou em Norrtälje, na Suécia, no final de 1995. O nome Månegarm foi retirado da mitologia nórdica, é um nome de um lobo.

## História
Sendo uma das primeiras bandas a incorporar instrumentos tradicionais como violino e flauta, mas também vocais femininas na música, Månegarm é pioneira e uma das mais duradouras em seu gênero. Depois de lançar duas demos, "Vargaresa" (1996) e "Ur Nattvindar" (1997), Månegarm assinou um contrato com o selo holandês Displeased Records. O primeiro álbum "Nordstjärnans Tidålder" foi gravado e mixado nos famosos Sunlight Studios (Entombed, Dismember) com Tomas Skogsberg e o álbum foi lançado no verão de 1998. Um ano depois, o segundo álbum estava prestes a ser gravado quando problemas com o estúdio, gravadora e cantora pararam a gravação por alguns meses. Depois de mudar o estúdio de gravação e o vocalista, o segundo álbum "Havets Vargar" foi finalmente lançado em junho de 2000.
Em 2003, Månegarm lançou seu terceiro álbum completo "Dödsfärd", o que significou um aumento da popularidade da banda, mas também um som diferente de algumas maneiras. A música passou de um som orientado para o metal para um som mais "folclórico", onde as melodias musicais com o violão avançaram para desempenhar um papel maior na música.
Em 2005 o quarto álbum completo "Vredens Tid" foi lançado, gravado no Underground Studio, assim como os dois álbuns anteriores, e obteve excelentes críticas de fãs e imprensa em todo o mundo. Em 28 de junho de 2006, Månegarm lançou um EP acústico chamado "Urminnes Hävd". Este álbum "especial" foi algo que a banda queria fazer por muitos, muitos anos e, finalmente, esse sonho foi realizado. A música que pode ser ouvida em "Urminnes Hävd" não é nada como o material regular de Månegarm, porque desta vez a música só continha instrumentos tradicionais, como violão, violino, flauta, percussão, harpa, coros e vozes masculinas e femininas limpas.
Em 2006 Månegarm fez sua primeira turnê européia junto com Skyforger e Goddess of Desire, por duas semanas, e também encerrarou seu contrato com a Displeased Records. Um novo contrato foi mais tarde assinado com o selo de metal sueco Black Lodge e, em maio de 2007, o novo álbum "Vargstenen" foi lançado, o quinto álbum completo da banda. Mais uma vez, o álbum foi gravado, mixado e produzido no Underground Studio com a ajuda de Pelle Säther e, mais uma vez, Kris Verwimp pintou a incrível capa artística. Além de excelentes análises, "Vargstenen" entrou na lista de álbuns nacionais suecos em seu lançamento.
Em 2008 Månegarm visitou a Europa com o Heidenfest Tour, juntamente com bandas bem conhecidos como Primordial, Eluveitie, Equilibrium, Finntroll e Catamenia. A turnê foi um grande sucesso e os 17 shows foram visitados por cerca de 20.000 fãs de toda a Europa. 
Ainda em 2008,  Månegarm também encerrou seu contrato com a Black Lodge e assinou com a gravadora de metal sueca Regain Records. As músicas para o novo álbum já tinham escritas e organizadas, então Månegarm partiu para o Underground Studio e Pelle Säther para gravar a nova obra-prima. O novo álbum, "Nattväsen" (criaturas noturnas), foi lançado na Regain Records em 19 de novembro de 2009 e contém grande quantidade de ótimos materiais pagãos, como sempre realizados com o tradicional toque Månegarm. A maior mudança neste ano foi que Jacob Hallegren tomou o lugar como o novo baterista da banda já que a banda queria que Erik fizesse os vocais apenas.
Em 2010 Månegarm tocou em alguns grandes festivais europeus, Metal Fest Open Air, Kaltenbach Open Air, Party San e Summer Breeze, e a banda também se apresentou no Canadá pela primeira vez, no festival de metal Noctis IV em Calgary. 2010 também incluiu uma mudança de linha, já que o baixista Pierre W teve que sair da banda. Erik assumiu o cargo de baixista, que foi a solução mais fácil e satisfatória, então mais uma vez Månegarm voltou a ser uma banda de cinco peças.
Em 2011 Månegarm participou do Neck Breakers Ball Tour, juntamente com o Kataklysm, Legion of the Damned, Equilibrium e Milking The Goat Machine. 24 cidades européias foram visitadas entre 14 de janeiro a 6 de fevereiro. Depois de muitos problemas com a gravadora, Månegarm deixou a Regain Records e entrou em contato com a Napalm Records da Áustria. Um contato foi feito no final de 2011.
Em meados de abril de 2012, o violinista Janne Liljekvist de repente decidiu deixar a banda. Uma vez que o trabalho com o novo material já estava em andamento e funcionando bem, a banda decidiu não procurar um novo violinista.

## Integrantes

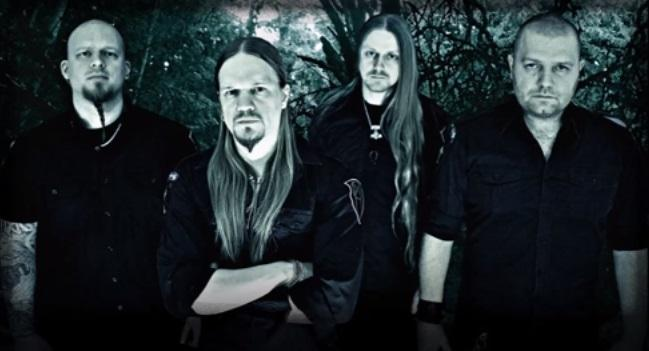
Da esquerda para direita: Jonas Almqvist, Erik Grawsiö, Jakob Hallegren, Markus Andé.

### Atuais
- Erik Grawsiö – Vocal (2000-presente), baixo (2010-presente), bateria (1996-2010)
- Markus Andé – Guitarra (1996-presente)
- Jacob Hallegren - Bateria (2011-presente)

### Ex-integrantes
- Jonas Almquist – Guitarra (1995-2016)
- Pierre Wilhelmsson – Baixo (1995-2010)
- Svenne Rosendal – Vocal (1995-1996)
- Mårten Matsson – Guitarra (1995-1996)
- Gogge - Vocal (1997)
- Viktor Hemgren - Vocal (1997-1999)
- Jonny Wranning - Vocal (1996-1997)
- Janne Liljeqvist – Violino, flauta, violoncelo (1998-2012)

## Discografia

### Álbuns de estúdio
- 1998: Nordstjärnans Tidsålder
- 2000: Havets Vargar
- 2003: Dödsfärd
- 2005: Vredens Tid
- 2007: Vargstenen
- 2009: Nattväsen[4]
- 2013: Legions of the North[5]
- 2015: Månegarm
- 2019: Fornaldarsagor
- 2022: Ynglingaättens Öde

### Coletâneas/EPs
- 2004: Vargaresa – The Beginning
- 2006: Urminnes hävd (The Forest Sessions)

### Demos
- 1996: Vargaresa
- 1997: Ur Nattvindar